# Sopilja
Sopilja su naseljeno mjesto u općini Nevesinje, Republika Srpska, BiH.

## Povijest
Duž Nevesinjskoga polja vrlo je aktivna katolička zajednica, Hrvata povratnika, koji se bave poljoprivredom i uzgojem stoke, ponajprije u ovom mjestu. I danas su mnoga polja i pašnjaci u vlasništvu nevesinjskih Hrvata koji se, osim na svojim imanjima i na Veliku Gospu u gradu, u Sopiljima redovito sabiru na misnim slavljima na katoličkom groblju.

## Stanovništvo

### Popisi 1961. – 1991.
| Sopilja       |              |              |              |
| godina popisa | 1991.        | 1981.        | 1971.        |
| Hrvati        | 42 (10,63%)  | 58 (13,06%)  | 87 (17,51%)  |
| Srbi          | 43 (10,89%)  | 48 (10,81%)  | 58 (11,67%)  |
| Muslimani     | 304 (76,96%) | 338 (76,13%) | 352 (70,82%) |
| ostali        | 6 (1,519%)   | 0            | 0            |
| ukupno        | 395          | 444          | 497          |

### Popis 2013.
| Sopilja            |             |
| godina popisa      | 2013.       |
| Srbi               | 74 (60,66%) |
| Bošnjaci           | 46 (37,70%) |
| Hrvati             | 2 (1,64%)   |
| ostali i nepoznato | 0           |
| ukupno             | 122         |

## Religija
Katoličko groblje u Sopiljima.
Uz Sopilja se nalazi nekropola stećaka.

## Poznate osobe
- Jure Vasilj, vođa HSS-a za Nevesinje, Ulog i Gacko[4]

## Vanjske poveznice
- Župa Uznesenja BDM, Nevesinje Sopilja - katoličko groblje